# Chery QQ

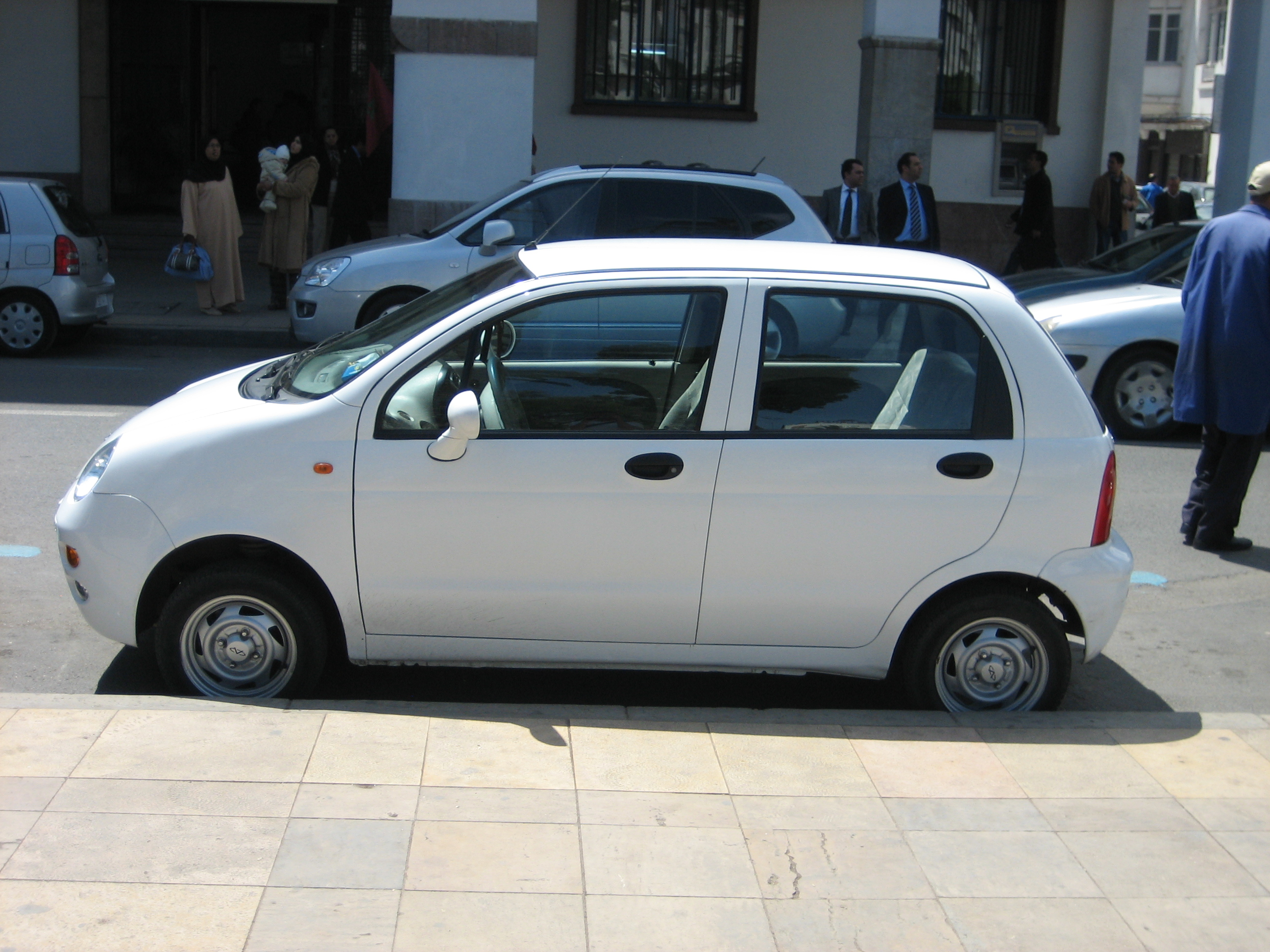

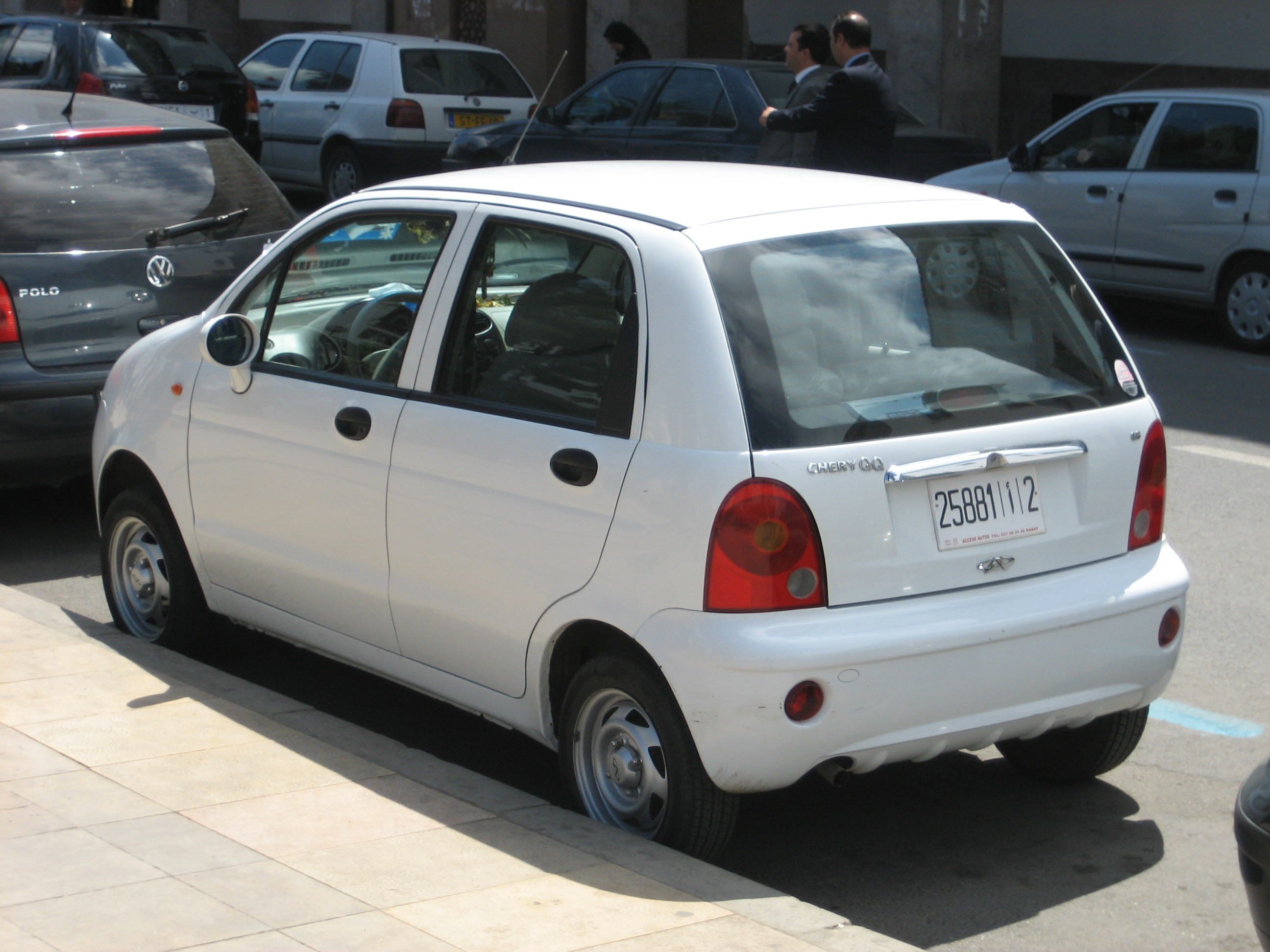

De Chery QQ (door uitbreiding van het gamma herdoopt tot QQ3) is een Chinese auto, die geproduceerd wordt door Chery Automobile. 
In China is de verkoopprijs € 3400 (30,000--45,000 RMB), in Europa zou de introductieprijs rond de € 5000 liggen, maar tot op heden is het model niet in Europa leverbaar. De volgende twee motoren worden in de QQ3 geleverd:
- 800 cc = 52 pk: Topsnelheid 140 km/h, versnelling 0 – 100 km/h in 20 seconden.
- 1051 cc = 53 pk: Topsnelheid 140 km/h, versnelling 0 – 100 km/h in 18,5 seconden.

## Vergelijkbare modellen
- Changhe-Suzuki Ideal
- Daewoo Matiz
- Hyundai Atos
- Kia Picanto
- BYD Flyer
- Hafei Lobo

## Data
- Lengte 3,55 m
- Hoogte 1,51 m
- Breedte 1,49 m
- Wielbasis 2,35 m